# Женевив Беренд
Женевив Беренд (Париз, Француска 1881. –1960. САД) била је учитељ менталних наука, дисциплине нове мисли коју је створио Томас Тровард.
Мало се зна о њеном раном животу: само да је један њен родитељ био Шкотског порекла. Након што јој је супруг умро, често је путовала. Студирала је Хришћанску науку и упознала је Мери Бејкер Еди, али је на крају напустила веру. Упознала је Абдула Бахау, чији је отац основао Бахаи веру, и он јој је рекао да ће путовати светом тражећи истину, и кад је [она] пронађе, изговориће је (цитира). Касније је у својој књизи "Ваша невидљива снага" написала да је пронашла књигу предавања Томаса Троварда.
Инспирисана овим, желела је да студира код Троварда. Међутим, недостајало јој је новца да путује у Корнвол, где је Тровард живео, док је она тада живела у Њујорку. Тако је сваке вечери и јутра маштала о одбројавању двадесет новчаница од 1.000 долара, куповини карте за Лондон, путовања на броду и остварења као Тровардова ученица. Такође је непрестано говорила себи: „Мој ум је центар божанских операција“. Затим, цитирајући књигу "Ваше невидљиве моћи":
„Док су се та размишљања одвијала у мојој глави, чинило се да се у мени родила мисао: ја сам сва супстанца која постоји. Затим, с другог канала у мом мозгу, чинило се да долази одговор: наравно, то је то; све мора имати свој почетак у уму. Ја-идеја мора бити једина и примарна супстанца која постоји, а то иде уз новац, као и све друго. Мој ум је прихватио ову идеју и одмах је сва напетост ума и тела попустила". За око шест недеља, добила је новац.
Од 1912. до 1914. године студирала је код Томаса Троварда; Беренд је била једини лични студент кога је имао током живота.
Цитирана је као стручњак у најпродаванијој књизи о самопомоћи Ронде Бирн „Тајна“ .